# Kuruaya
I Kuruaya (o anche Caravare) sono un gruppo etnico del Brasile che ha una popolazione stimata in circa 155 individui. Parlano la lingua Kuruaya (codice ISO 639: KYR) e sono principalmente di fede animista.
Vivono nello Stato brasiliano di Pará, lungo gli affluenti del fiume Xingú. Denominazioni alternative: Caravare, Curuaia, Kuruaia. Molti Kuruaya parlano anche il portoghese.